# القديس جاورجيوس المنتصر (عملة)
الروسي جورج المنتصر (الروسية: монета Георгий Победоносец) هي عملة ذهبية وفضية صادرة عن البنك المركزي الروسي. بدأ سكها عام ٢٠٠٦ بعملات ذهبية بوزن ربع أونصة تروي (٧.٧٨ غرام) بقيمة اسمية ٥٠ روبلًا. وفي عام ٢٠٠٩ طُرحت عملة فضية بوزن أونصة تروي واحدة بقيمة اسمية ٣ روبلات. ومنذ ذلك الحين سُكّت عملات ذهبية بعشر أونصات ونصف أونصات تروي واحدة.

## الخلفية

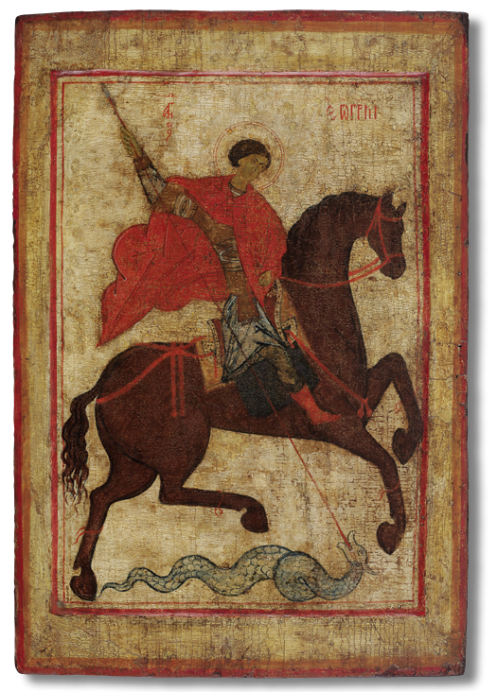
أيقونة من القرن الرابع عشر للقديس جورج وهو يقتل التنين من روستوف (روسيا الحالية)

كان القديس جاورجيوس جنديًا رومانيًا وعضوًا في الحرس البريتوري للإمبراطور الروماني دقلديانوس الذي توفي عام 303 ميلاديًا. حُكم عليه بالإعدام لرفضه التخلي عن إيمانه المسيحي. كان شهيدًا عظيمًا للكنيسة الأرثوذكسية الشرقية وقديسًا يحظى باحترام كبير في كل من الكنائس المسيحية الغربية والشرقية. وهو شفيع موسكو وإنجلترا وجورجيا وإثيوبيا. تروي أسطورة القديس جاورجيوس والتنين قصة القديس جاورجيوس وهو يقتل تنينًا وينقذ أميرة كانت ستُذبح له. وقد أُنتجت صور ومنحوتات لهذه الأسطورة منذ القرن الحادي عشر على الأقل.
تحتوي الجهة الخلفية للعملات المعدنية على صورة القديس جورج وهو يقتل التنين كما هو الحال مع العملة البريطانية السيادية.

## التصميم
صُممت ونحت هذه العملة المعدنية من قِبل إيه في باكلانوف وسُكّت في دار سك النقود في سانت بطرسبرغ وموسكو. يحمل وجه العملة، الذي يعود تاريخه إلى الفترة 2006-2016 شعار البنك المركزي الروسي نسر برأسين وأجنحة منخفضة. هذا الشعار هو نفسه الذي استخدمته الجمهورية الروسية عام 1917. نُقش على كلا وجهي العملة عبارة "БАНК РОССИИ" (بنك روسيا) و"ПЯТЬДЕСЯТ РУБЛЕЙ" (خمسون روبل) بالإضافة إلى دلالات على محتوى المعدن الثمين ونقاوته وسنة الإصدار متبوعة بعلامة دار السك. حرف أم هو علامة دار سك النقود في موسكو وحرف C-П هو علامة دار سك النقود في سانت بطرسبرغ. ابتداءً من عام ٢٠١٧ استُبدلت صورة النسر ذي الرأسين بشعار روسيا الحالي. نُقش على وجه العملة عبارة "РОССИЙСКАЯ ФЕДЕРАЦИЯ" (الاتحاد الروسي). صُمم هذا الوجه من قِبل إي. في. كرامسكايا.

## ذهب
أصدرت عملات جورج المنتصر الذهبية لأول مرة في 1 فبراير 2006.
| سنة  | سك العملة |
| ---- | --------- |
| 2006 | 150,000   |
| 2007 | 500,000   |
| 2008 | 630,000   |
| 2009 | 1,500,000 |
| 2010 | 640,000   |
| 2012 | 500,000   |
| 2014 | 300,000   |
| 2015 | 30,000    |
| 2018 | 150,000   |

## الذهب في جودة الدليل
في أغسطس 2012 أصدر البنك المركزي للاتحاد الروسي عملتين معدنيتين خاصتين باسم "القديس جاورجيوس المنتصر". إحداهما من فئة "50 روبل" صُكت بنسبة نقاء 99.9% وتحتوي على ما لا يقل عن 7.78 غرام من الذهب الخالص. بخلاف عملة الخمسين روبل التقليدية للقديس جاورجيوس المنتصر صُكت هذه العملة بجودة الإثبات. أما العملة الأخرى فجاءت من فئة "100 روبل" وتتميز بنسبة نقاء 99.9% وتحتوي على ما لا يقل عن 15.55 غرام من الذهب الخالص. تحمل العملة نفس تصميم عملات الخمسين روبل للقديس جاورجيوس المنتصر (باستثناء القيمة على الوجه) ولكن بقطر وسمك أكبر. يوجد 240 تموجًا على حافة العملة (134 تموجًا على حافة عملات الخمسين روبل). كما صُكت العملة بجودة الإثبات.
إن الأسعار المرتفعة (10-20% عن العملات المنافسة غير المتداولة من نفس محتوى الذهب) وانخفاض عدد العملات ( أصدرت 10 آلاف قطعة من كل فئة) والعناية الخاصة بمعالجة العملات الذهبية ذات الجودة العالية تحول العملات الذهبية للقديس جورج المنتصر ذات الجودة العالية إلى عناصر نقدية (عملات تذكارية) بدلاً من كونها وسيلة للاستثمار المباشر في العملات الذهبية.

## فضي
أصدرت عملات جورج المنتصر الفضية لأول مرة في 11 يناير 2009.
| سنة  | سك العملة |
| ---- | --------- |
| 2009 | 280,000   |
| 2010 | 500,000   |
| 2011 | 0         |
| 2012 | 0         |
| 2013 | 0         |
| 2014 | 0         |
| 2015 | 100,000   |
| 2016 | 18,205    |
| 2017 | 20,000    |
| 2018 | 150,000   |

## الملحوظات
1. ↑  "St. George the Victorious". Bank of Russia. مؤرشف من الأصل في 2010-03-04. اطلع عليه بتاريخ 2010-04-05.
2. ↑  "St. George the Victorius". AgAuNews. مؤرشف من الأصل في 2025-05-21. اطلع عليه بتاريخ 2020-02-17.
3. 1 2  "St. George the Victorius". AgAuNews. مؤرشف من الأصل في 2025-05-21. اطلع عليه بتاريخ 2020-02-17."St. George the Victorius". AgAuNews. Retrieved 17 February 2020.
4. ↑  "Saint George the Victorious (proof, 50 Rub)". Bank of Russia. مؤرشف من الأصل في 2012-10-28. اطلع عليه بتاريخ 2012-08-01.
5. ↑  "Saint George the Victorious (proof, 100 Rub)". Bank of Russia. مؤرشف من الأصل في 2012-10-28. اطلع عليه بتاريخ 2012-08-01.